# MLA 스타일 매뉴얼
MLA 스타일 매뉴얼 (MLA Style Manual)은 미국현대어문학협회 (Modern Language Association of America)에서 만든 영어 작문 및 인용법에 관한 스타일 가이드로 영어권에서 널리 쓰이는 문서 작성 양식 중 하나이다.
일반적으로 크기 12포인트의 타임스 뉴 로먼(Times New Roman) 글꼴을 사용하며 줄 간격을 2.0으로 작성하고 페이지 설정은 상하좌우 1인치로 공백을 주나, APA와 달리 타임스 뉴 로먼이 아니더라도 "알아볼 수 있으며 이탈릭체와 일반글꼴의 차이가 보이는" 글꼴이 사용될 수 있다.

## 같이 보기
- MLA 핸드북(en)
- 시카고 매뉴얼 오브 스타일
- APA 스타일